# 王赓唐
王赓唐，（1922年5月—2015年3月），江苏无锡安镇人，中国无锡地方史专家，明代社會史學家。生前曾任九三学社江苏省委第一届、第二届常委，无锡市政协第七届常委、副秘书长，九三学社无锡市委会第二、五、六、七届副主委。

## 生平
抗日战争时期，曾在无锡当地参与劝降蛰伏已久的前粤军将领邓本殷。
1951年5月，加入九三学社，随即担任了无锡分社委员会专职秘书长一职，并参与筹组无锡分社的工作。
20世纪90年代，曾多次发表关于明朝豪商巨贾安国及其家族的学术文章，被学界认为是研究无锡胶山安国家族史料的权威学者。

## 著作
- 《知半斋文集》，学苑出版社， ISBN 9787800600326
- 《知半斋续集》，学苑出版社， ISBN 9787800603532
- 《无锡近代经济史》，学苑出版社，ISBN 9787800608933
- 《荣氏家族与经营文化》，世界图书出版公司，ISBN 9787506239097